# 59-я гвардейская бригада управления
59-я гвардейская Сива́шская Краснознамённая брига́да управле́ния (сокр. 59 бру, в/ч 28331) — тактическое соединение Сухопутных войск Российской Федерации.
Соединение находится в составе Центрального военного округа с пунктом постоянной дислокации в городе Екатеринбург Свердловской области.

## История
Ведёт историю от 116-го отдельного полка связи (116 опс) 51-й армии РККА. Полк находился в составе 51-й армии с 25 мая 1942 года.
На конец 1980-х гг. полк носил наименование 141-й отдельный полк связи (в/ч 28331), находился в составе Уральского военного округа с пунктом постоянной дислокации в казармах бывшего 195-го Оровайского пехотного полка Русской императорской армии в городе Свердловск.
Принимает участие в российско-украинской войне. 13 июня 2023 года бригаде Указом Президента Российской Федерации присвоено почётное наименование «гвардейская» за массовый героизм и стойкость в зоне военных конфликтов. 13 апреля 2024 года в Луганске в результате удара британскими ракетами погиб командир в/ч 28331 полковник Павел Кропотов.

## Награды
| Награда                             | Описание |
| ----------------------------------- | --- |
| Почётное наименование «Сивашская»   | Присвоено приказом Верховного Главнокомандующего № 0102 от 24 апреля 1944 года за отличие в боях при форсировании залива Сиваш и овладении городом и железнодорожным узлом Джанкой 11 апреля 1944 года.                                                                                          |
| Орден Красного знамени              | Указ Президиума Верховного Совета СССР от 10 августа 1944 года — за образцовое выполнение заданий командования в боях немецкими захватчиками, за овладение городом Иелгава (Митава) и проявленные при этом доблесть и мужество.                                                                  |
| Почётное наименование «гвардейская» | Почетное наименование присвоено Указом Президента Российской Федерации № 431 от 13 июня 2023 за массовый героизм и отвагу, стойкость и мужество, проявленные личным составом подразделения в боевых действиях по защите Отечества и государственных интересов в условиях вооруженных конфликтов. |